# Rocky III
Rocky III è un film del 1982 scritto, diretto e interpretato da Sylvester Stallone. È il secondo sequel del fortunato Rocky del 1976 ed è anch'esso prodotto da Robert Chartoff e Irwin Winkler.
La canzone Eye of the Tiger dei Survivor presente nella colonna sonora ha avuto un grande successo e nel 1983 ha collezionato due nomination ai premi Oscar e ai Golden Globe.
La serie prosegue con Rocky IV del 1985.

## Trama
Filadelfia, 1981.
Rocky Balboa, cinque anni dopo gli eventi raccontati nel film precedente, è divenuto campione mondiale dei pesi massimi dopo aver sconfitto Apollo Creed e, dopo essere riuscito a difendere il titolo per ben dieci volte, conduce ormai una vita da divo, partecipando a spot pubblicitari e a serate di beneficenza tanto da apparire in uno show di beneficenza contro il wrestler Labbra Tonanti. 
La sua fama, ormai mondiale, lo vede celebrato nelle copertine delle più importanti riviste patinate. Conduce una vita agiata, abita in una lussuosa villa ed è proprietario di auto di lusso.  Alcuni giorni dopo la città celebra il suo campione con una statua davanti al Philadelphia Museum of Art e Rocky, d'accordo con Adriana e Mickey, decide di annunciare il ritiro: in quel momento, tuttavia, lo sfidante numero uno Clubber Lang lo provoca dicendogli che si ritira solo perché vuole scappare da lui. Rocky, in preda alla rabbia dopo che Clubber offende sia lui che Adriana, accetta la sfida ma Mickey lo pianta in asso. Poco dopo i due hanno una discussione in cui Rocky chiede al suo vecchio allenatore il motivo del suo abbandono e Mickey gli rivela che dopo aver battuto Apollo, Rocky ha perso la fame di vincere e si era civilizzato e che i pugili contro cui ha difeso il titolo erano buoni pugili ma non eccezionali, al contrario del "killer" Lang. Venuto a conoscenza di ciò, Rocky implora Mickey di allenarlo un'ultima volta e il vecchio coach alla fine accetta; contrariamente al suo solitario e feroce avversario, tuttavia, Rocky non prende seriamente gli allenamenti, interrompendo spesso le sessioni per fare foto e autografi con i suoi ammiratori. 
Il giorno del match, fuori dagli spogliatoi, Clubber provoca una rissa e Mickey, che da quest'ultimo riceve uno spintone, viene colto da infarto: Rocky vorrebbe annullare l'incontro, ma il suo manager gli ordina di salire ugualmente sul ring e resta negli spogliatoi con Adriana. Prima del match sale sul ring l'ex campione Apollo Creed per un saluto al pubblico e Clubber Lang lo insulta dandogli del fallito. Rocky affronta Clubber ma è preoccupato per le condizioni di salute del suo manager e viene sconfitto al secondo round per KO perdendo il titolo. Tornato negli spogliatoi, Rocky assiste impotente alla morte di Mickey.
Dopo aver partecipato al funerale, un Rocky ancora distrutto dal dolore si reca nella vecchia palestra: qui viene raggiunto da Apollo, che gli propone di fargli da allenatore per prepararlo alla rivincita contro Lang. Rocky accetta e parte insieme a lui, Adriana e Paulie per Los Angeles. Apollo porta Rocky nella palestra dove ha iniziato, nella quale incontra il suo vecchio allenatore Tony Evers, e i due gli spiegano il loro obiettivo: far sì che Rocky adotti lo stile di combattimento veloce di Apollo così da sorprendere il roccioso Clubber e schivare la maggior parte dei suoi colpi. Rocky però è ancora scosso dalla morte di Mickey e dai sensi di colpa, si mostra scoraggiato e non riesce a trovare la giusta determinazione per allenarsi.
Quando anche uno sconsolato Apollo sembra voler rinunciare ad allenarlo, Adriana lo sprona riuscendo a fargli ritrovare la fiducia in se stesso e così Rocky riprende gli allenamenti dando il massimo, migliora rapidamente e instaura inoltre una profonda amicizia con Apollo. 
Mesi dopo, il giorno del match, Rocky sale sul ring in grande forma, la tattica si rivela vincente e al terzo round, dopo una lunga sequenza di colpi a suo favore contro uno sfinito Clubber, Rocky riesce a batterlo per KO riprendendosi così il titolo. Qualche tempo dopo Rocky restituisce il favore ad Apollo accettando la sfida di quest'ultimo: un terzo incontro a porte chiuse.

## Produzione
Il film consacrò il debutto cinematografico di Hulk Hogan, al secolo Terry Bollea. Il flipper di Rocky che appare all'inizio del film esisteva realmente, e all'epoca era abbastanza diffuso nelle sale giochi.
Per ottenere un effetto "Davide contro Golia" durante l'incontro contro Clubber Lang, Stallone decise di perdere 20 kg: perciò nella sua dieta era prevista una colazione a base di pane tostato e 6/10 bianchi d'uovo alla coque. L'allenamento di Clubber Lang rispecchia la vita reale di Mr. T: secondo la sua autobiografia da giovane era povero e non poteva permettersi l'uso di macchinari per allenarsi, quindi era costretto a improvvisare con quanto aveva sottomano.
Sasha Czack, moglie di Stallone all'epoca delle riprese, compare in un cameo nel ruolo della ragazza che bacia Rocky in palestra.

### La statua di Rocky
Durante la fase di pre-produzione della terza pellicola dedicata al pugile italo-americano Rocky Balboa, Stallone ha fatto creare apposta dallo scultore Thomas Schomberg una statua di bronzo raffigurante il campione con le braccia alzate al cielo. L'opera alta 2 metri e 60 centimetri era stata collocata in cima ai famosi scalini del Museum of Art di Filadelfia, uno dei musei più grandi e famosi degli Stati Uniti e scenografia storica dei precedenti Rocky. Una volta terminate le riprese Stallone decise di donare l'opera alla città, che in fondo aveva adottato il suo personaggio.
Il sindaco della città decise di lasciarla davanti all'ingresso, ma poi, dopo le proteste dei critici d'arte che ritengono la statua non un'opera ma un semplice elemento scenografico, si è optato per trasferirla davanti allo Spectrum, Arena del basket di Filadelfia che è stata scenario dei primi tre film di Rocky. Riposizionata in cima alla scalinata per i film Rocky V, Mannequin e Philadelphia, fu di nuovo installata di fronte allo Spectrum. L'8 settembre 2006 la statua è stata riposizionata in cima alla scalinata del museo e negli anni 2020 viene posizionata definitivamente sotto la scalinata, lateralmente.
Nel 2002 la statua di Rocky viene utilizzata come personaggio giocabile del videogioco Rocky uscito per PlayStation 2.
Nel 2006, E! ha classificato la scena delle "scale di Rocky" al 13º posto nella classifica dei 101 migliori momenti di intrattenimento.

## Distribuzione
La pellicola è stata presentata in anteprima mondiale a Filadelfia il 24 maggio 1982 e in anteprima europea a Torino il 5 giugno 1982 al "Festival del cinema sportivo".

### Data di uscita
Alcune date di uscita internazionali nel corso degli anni sono state:
- 28 maggio 1982 negli Stati Uniti (Rocky III)[7]
- 17 giugno 1982 in Argentina (Rocky III)[8]
- 22 luglio 1982 nel Regno Unito (Rocky III)[9]
- 12 luglio 1982 in Svezia (Rocky III)
- 13 luglio 1982 in Norvegia (Rocky III)
- 15 luglio 1982 nei Paesi Bassi (Rocky III)
- 31 luglio 1982 in Giappone (ロッキー3)
- 12 agosto 1982 in Australia (Rocky III)
- 13 agosto 1982 in Brasile (Rocky III)
- 19 agosto 1982 in Messico (Rocky III)
- 27 agosto 1982 in Finlandia (Tiikerinsilmä – Rocky III)
- 2 settembre 1982 in Portogallo (Rocky III)
- 10 settembre 1982 in Italia[10]
- 2 novembre 1982 in Spagna (Rocky III)
- 12 novembre 1982 in Germania Ovest (Rocky III – Das Auge des Tigers)[11]
- 12 gennaio 1983 in Francia (Rocky 3)[12]

### Divieto
Il film è stato vietato ai minori di 12 anni in Brasile, Corea del Sud, e Germania Ovest; minori di 13 in Argentina; 14 in Perù; 15 in Svezia; 16 in Finlandia, Islanda, e Paesi Bassi; 18 in Norvegia. Il film è stato valutato per la visione di tutti in Australia, Manitoba, Alberta, Singapore, Regno Unito, Stati Uniti d'America, Québec, Italia, e Messico.

## Accoglienza
Alla sua uscita nelle sale statunitensi, il film ottenne un grande successo, diventando uno dei maggiori successi del 1982. Il sequel di Rocky II vinse per il miglior film per famiglie al Young Artist Award. Con la canzone "Eye of the Tiger", il film ricevette tre nomination: agli Oscar, ai Golden Globe e ai BAFTA.
Il sito Rotten Tomatoes ha riportato che il 61% delle recensioni professionali ha dato un giudizio positivo sul film.

### Incassi
Al botteghino, Rocky III fu un successo ancora più grande di Rocky II ed è stato il quarto più alto incasso del 1982. Roger Ebert e Gene Siskel hanno attribuito il successo del film anche grazie alla reazione positiva di Rocky II, uscito alcuni anni prima.
Durante il weekend d'apertura, il film ha incassato $16,015,408 e totalmente $125,049,125 al botteghino nazionale, a livello mondiale il film incassa $ 270,000,000 circa.

## Riconoscimenti
- 1983 - Premio Oscar
  - Nomination Miglior canzone (Eye of the Tiger) a Jim Peterik e Frankie Sullivan
- 1983 - Golden Globe
  - Nomination Miglior canzone (Eye of the Tiger) a Jim Peterik e Frankie Sullivan
- 1983 - Premio BAFTA
  - Nomination Miglior canzone originale (Eye of the Tiger) a Jim Peterik e Frankie Sullivan
- 1983 Awards of the Japanese Academy
  - Nomination Miglior film in lingua straniera
- 1982 -  National Association for the Advancement of Colored People
  - NAACP Image Award Miglior film
- 1983 - Young Artist Awards
  - Miglior film per famiglie
  - Nomination Miglior giovane attore in un ruolo secondario a Ian Fried
- 1982 - Jupiter Award
  - Miglior attore internazionale a Sylvester Stallone
- 2009 - Satellite Award
  - Nomination per il Miglior Blu-Ray nel complessivo insieme a tutti i film della saga per il cofanetto[21]

## Versione italiana
Il nome di Adriana, italianizzato nel primo e nel secondo episodio della saga, in questo capitolo e nel successivo non viene tradotto, acquisendo il nome originale nella versione inglese: il nome diventa così "Adrian".